# Nomophila irregulalis
Nomophila irregulalis là một loài bướm đêm trong họ Crambidae.